# Rückraumspieler

Die drei Spielpositionen der Rückraumspieler

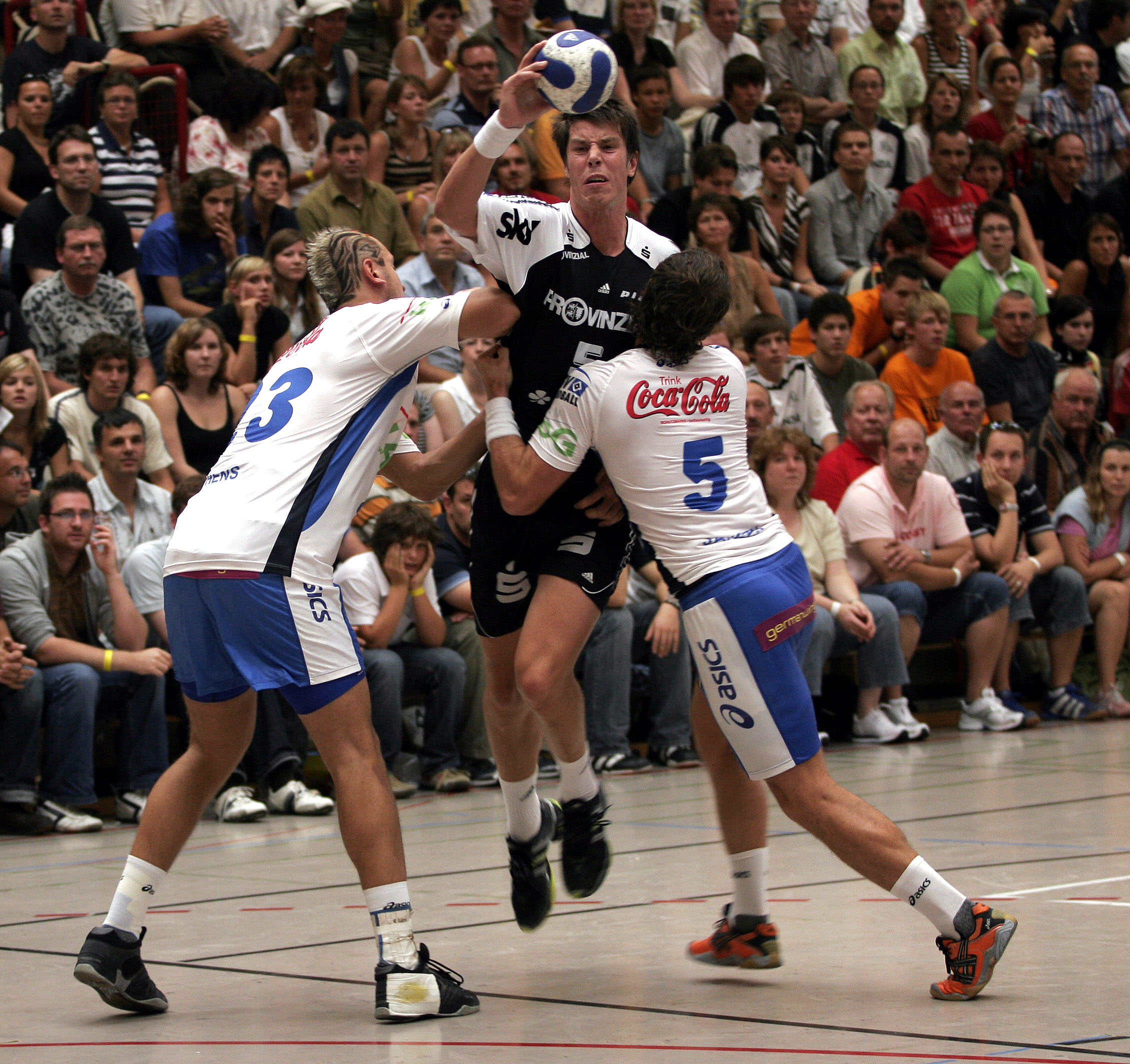
Kim Andersson (RR) versucht an den Kreis durchzustoßen

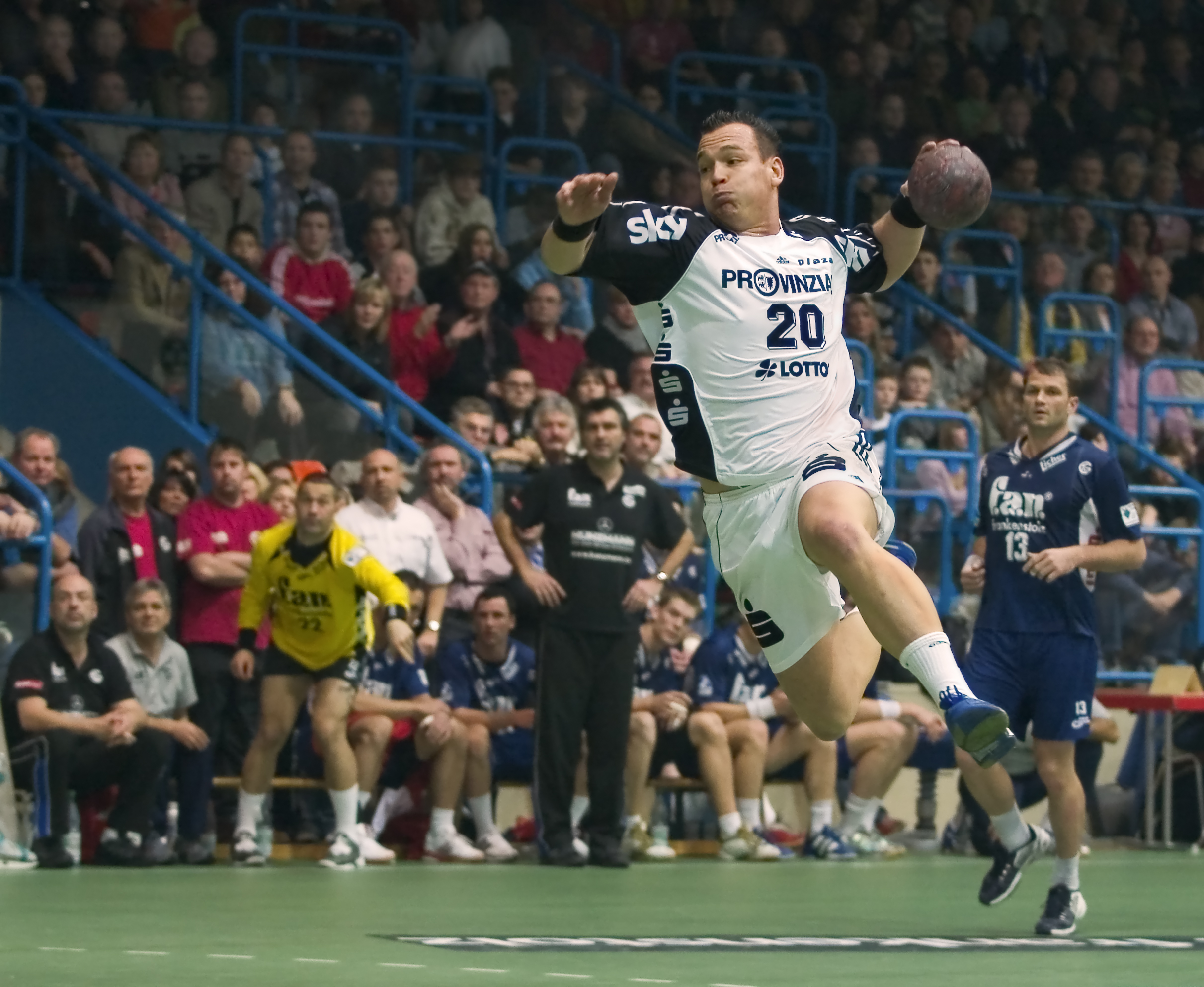
Christian Zeitz (RR), ein eher untypischer Rückraumspieler, schließt einen Tempogegenstoß ab

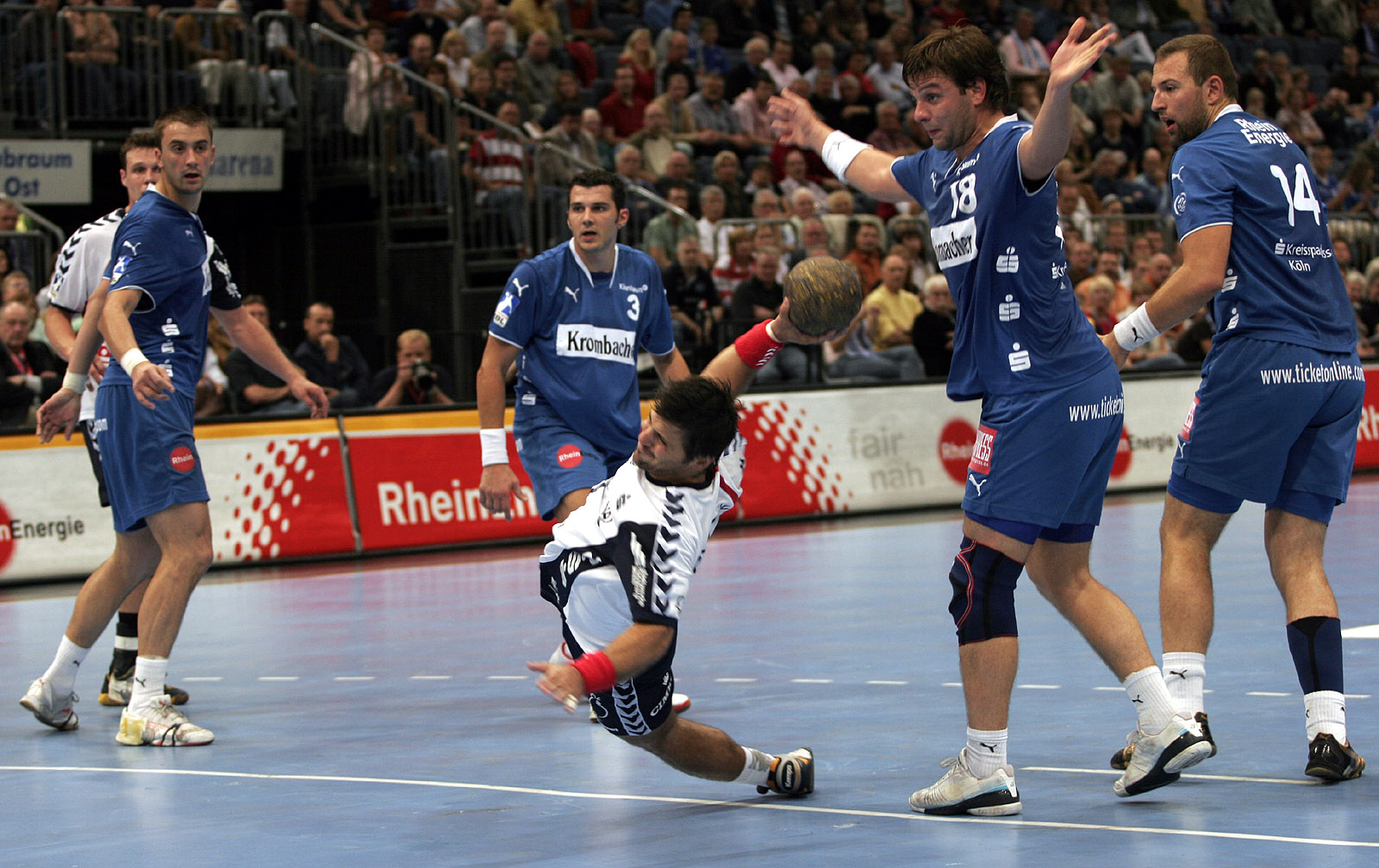
Ljubomir Vranjes (RM) ist an den Kreis durchgestoßen

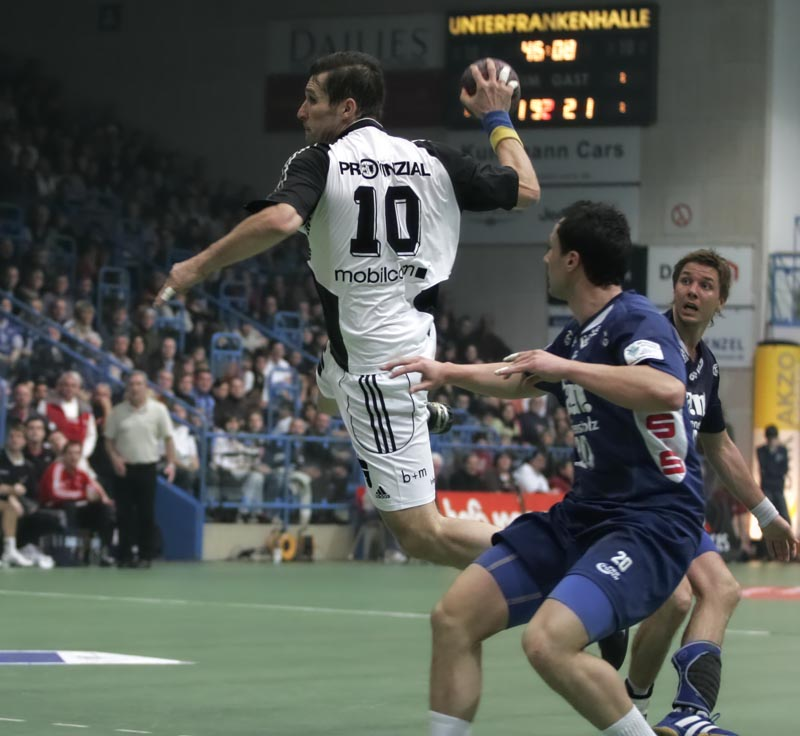
Stefan Lövgren (RM) bei einem Sprungwurf

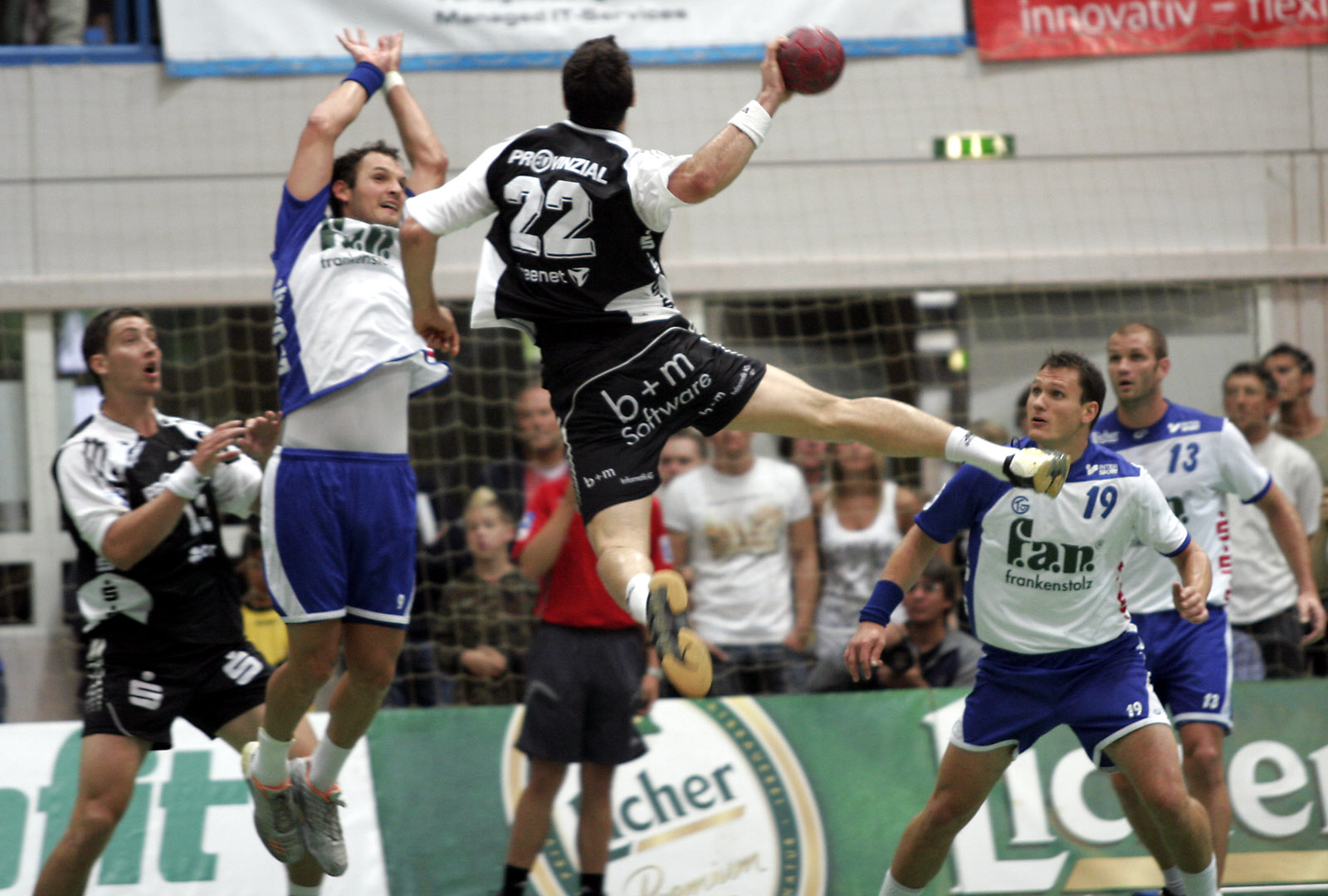
Nikola Karabatić (RL) bei einem Sprungwurf aus dem Rückraum. Jens Tiedtke mit dem Block in der Deckung und am Kreis der anspielbereite Marcus Ahlm

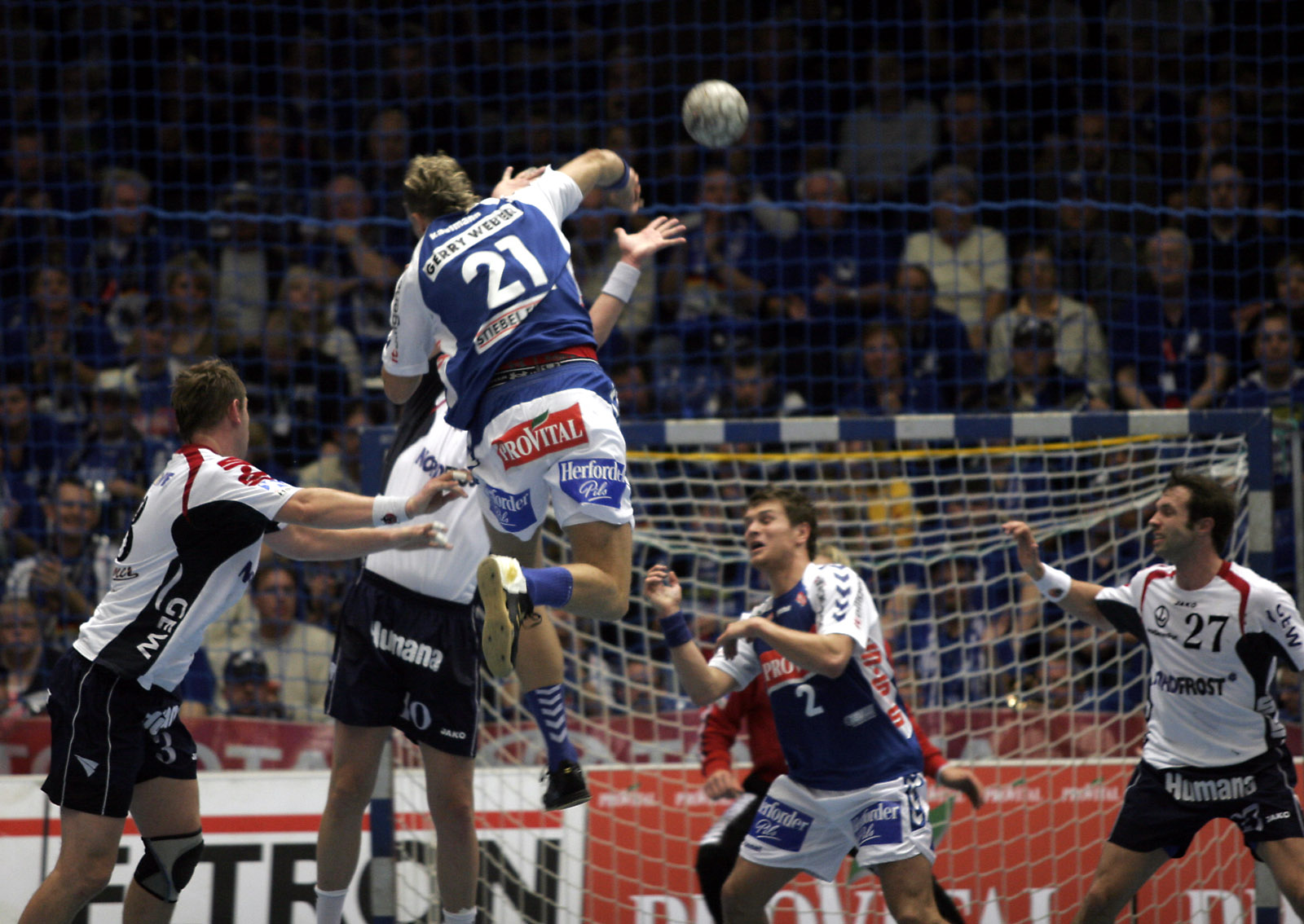
Lars Kaufmann (RL) mit einem Sprungwurf aus dem Rückraum

Ein Rückraumspieler (in Österreich und der Schweiz auch Aufbau genannt) ist eine Spielposition beziehungsweise ein Spieler im Handball. In einem Handballspiel hat eine vollzählige angreifende Mannschaft in der Regel drei Rückraumspieler: je einen Spieler auf den Positionen Rückraum links (RL), Rückraum mitte (RM) und Rückraum rechts (RR). Die Bezeichnung der Spielpositionen ergibt sich aus der Sichtweise des eigenen Torwarts und dem normalen Aufenthaltsbereich der Spieler vor der 9-Meter-Linie, dem sogenannten Rückraum.

## Aufgaben der Rückraumspieler
Während sich die Aufgaben der beiden äußeren Rückraumpositionen gleichen, hat der Spieler auf der Position Rückraum Mitte eine deutlich andere Funktion zu erfüllen.

### Rückraum Mitte
Der Spieler auf der Position Rückraum Mitte wird häufig auch Spielmacher genannt. Seine Aufgabe ist es unter anderem Spielzüge, das heißt im Training einstudierte Spielabläufe, beispielsweise mit Kreuzen, Sperren, Einlaufen oder auch Kempa-Tricks, anzusagen beziehungsweise einzuleiten. Die Spielzüge haben oft Nummern, die gerufen oder mit den Fingern angezeigt werden. Manchmal haben die Spielzüge auch Codenamen oder es kann auch eine bestimmte, zuvor vereinbarte, Geste sein. Beispielsweise sagte Markus Baur, der Spielmacher der deutschen Nationalmannschaft, mit einem Griff an seine Nase, im Halbfinalspiel Deutschland – Frankreich bei der WM 2007 einen spektakulären Kempa-Trick an, den Dominik Klein schließlich zum 23:23 Ausgleichstreffer verwandelte.
Im Gegensatz zu seinen beiden Mitspielern im linken sowie rechten Rückraum sind Torerfolge aus dem Rückraum, das heißt im Bereich der 9-Meter-Linie, bei vielen Spielmachern eher selten. Das Verteilen der Bälle, Anspiele an den Kreisläufer und das Einbrechen in Deckungslücken an den Kreis, das ist meist das Spiel auf dieser Position. Während gerade im Männerhandball die äußeren Rückraumpositionen meist mit sehr groß gewachsenen Spielern besetzt sind, kann die Position Rückraum Mitte – selbst auf höchstem internationalen Niveau – auch von „normal gewachsenen“ Spielern sehr gut ausgefüllt werden. Beispiele hierfür sind Talant Dujshebaev mit 1,80 m oder gar Ljubomir Vranjes mit 1,68 m Körperlänge.
Die Aufgaben in der Deckung können sehr unterschiedlich sein. Meist wird eine der beiden Halbpositionen besetzt. Kleinere Spieler werden dagegen eher auf den Außenpositionen eingesetzt. Deckungsschwächere Spielmacher, wie beispielsweise Ivano Balić, werden in der Abwehr oft ausgewechselt.

### Rückraum links und Rückraum rechts
Die beiden Rückraumpositionen werden im Leistungshandball in aller Regel mit sehr hochgewachsenen Spielern besetzt, die eine hohe Wurfkraft haben. Um aus dem Rückraum mit Würfen erfolgreich zu sein, bedarf es in vielen Fällen einer entsprechend hohen Wurfposition, um über den gegnerischen Abwehrblock werfen zu können. In einigen Fällen kann dies aber auch durch eine außergewöhnliche Wurfkraft kompensiert werden. Neben den Würfen aus der zweiten Reihe wird von dieser Spielposition aus auch oft versucht in entsprechende Deckungslücken zu stoßen, um aus deutlich kürzerer Distanz zum Torwurf zu kommen. Dabei besteht die Gefahr eines Offensivfouls, auch Stürmerfoul genannt.
Neben diesen rein auf das Torewerfen beschränkten Aufgaben (die Shooter-Positionen), spielen die beiden äußeren Rückraumspieler auch den Kreisläufer, beziehungsweise ihre jeweiligen Außenspieler an, damit über diese Positionen Torerfolge gelingen. Dazu wird in der Regel versucht, möglichst zwei Gegenspieler durch eine – häufig nur angetäuschte – Aktion zu binden, um dann an den freien Mitspieler zu passen.
In der Deckung bilden die hochgewachsenen Rückraumspieler meist den sogenannten Mittelblock. Abwehrschwächere Spieler, wie beispielsweise Pascal Hens, gehen dann meist auf die Außenpositionen oder werden ausgewechselt.
Zwischen beiden Spielpositionen besteht ein kleiner Unterschied. Auf Rückraum links spielen Rechtshänder, während auf Rückraum rechts bei allen Spitzenmannschaften in der Regel Linkshänder eingesetzt werden. Die Ballführung mit der linken Hand bietet auf dieser Position den Vorteil eines günstigeren Wurfwinkels zum Tor.

## Bekannte Rückraumspieler

### Rückraum Mitte
- Alina Grijseels
- Ivano Balić
- Daniel Narcisse
- Markus Baur
- Talant Dujshebaev
- Anita Görbicz
- Gro Hammerseng-Edin
- Michael Kraus
- Stefan Lövgren
- Magnus Wislander
- Iker Romero
- Grzegorz Tkaczyk
- Martin Strobel
- Aron Pálmarsson
- Domagoj Duvnjak
- Andy Schmid
- Michael Haaß
- Viktor Szilágyi
- Thomas Mogensen
- Nikola Bilyk
- Petar Nenadić
- Máté Lékai

### Rückraum links
- Karol Bielecki
- Joachim Deckarm
- Filip Jícha
- Pascal Hens
- Daniel Stephan
- Nikola Karabatić
- Lars Kaufmann
- Nadine Krause
- Blaženko Lacković
- Momir Ilić
- Siarhei Rutenka
- Erhard Wunderlich
- Jérôme Fernandez
- William Accambray
- Mikkel Hansen
- Klemen Cehte
- Nikola Bilyk
- Alexander Hermann
- Philipp Weber
- Paul Drux
- Sander Sagosen
- Frank-Michael Wahl

### Rückraum rechts
- Kim Andersson
- Holger Glandorf
- Grit Jurack
- Jerzy Klempel
- Mariusz Jurasik
- Yoon Kyung-shin
- Kiril Lazarov
- Ólafur Stefánsson
- Christian Zeitz
- Volker Zerbe
- Michael Müller
- Marcin Lijewski
- Krzysztof Lijewski
- Oscar Carlén
- Steffen Weinhold
- Maximilian Hermann
- Marko Vujin
- Zsolt Balogh
- Rüdiger Borchardt